# Lichte veenkorst
Lichte veenkorst (Trapeliopsis granulosa) is een korstmossoort uit het geslacht veenkorst (Trapeliopsis).

## Determinatie
Lichte veenkorst is een korstvormig korstmos. Het thallus bestaat uit losse tot samenvloeiende, lichtgrijze tot groengrijze, tamelijk dunne areolen. Sorediën zijn altijd aanwezig en zitten dikwijls in onregelmatige soralen. Apotheciën zijn regelmatig aanwezig.
De soort kent slechts één kleurreactie: C+ rood.

### Gelijkende taxa
Lichte veenkorst kan lijken op blauwe veenkorst waar het bijna altijd mee samengroeit. Blauwe veenkorst heeft echter een iets blauwere tint.

## Syntaxonomie
In de syntaxonomie staat lichte veenkorst te boek als kensoort voor het verbond van smal bekermos. Het optimum van de soort ligt in de associatie van blauwe veenkorst.